# Franciszek Pułaski
Franciszek  Pułaski herbu Ślepowron (zm. 18 sierpnia 1769 w Lesku) – komornik bielski, rotmistrz przemyski konfederacji barskiej

## Życiorys
Syn Jana i Justyny z Zarembów, stryjeczny brat Kazimierza Pułaskiego i Franciszka Ksawerego Pułaskiego. Został ranny 8 sierpnia 1769 pod Hoszowem w potyczce z Moskalami. Zmarł z odniesionych ran 18 sierpnia 1769 na zamku Kmitów w Lesku. Został pochowany w kaplicy św. Antoniego w kościele leskim.
Sto lat później w tym miejscu świątyni, w 1869 zostało ustanowione marmurowe epitafium fundacji Edmunda hrabiego z Siecina Krasickiego, wykonane przez Antoniego Gallego z Krakowa. W najnowszych czasach w przedsionku kościoła leskiego ustanowiono drugie epitafium upamiętniające Franciszka Pułaskiego.

## Powszechne pomyłki
Franciszek Pułaski bywa mylony ze swoim kuzynem – stryjecznym bratem Franciszkiem Ksawerym Pułaskim, synem Józefa, starostą augustowskim, bratem Kazimierza Pułaskiego, poległym 15 września 1769 w bitwie pod Łomazami. Błąd powoduje mylny opis na tablicy w kościele w Lesku, sporządzonej w 100-lecie śmierci (1869), łac. ...Casimiri frater... pol. ...brat Kazimierza... oraz tablica w przedsionku kościoła "Franciszek Pułaski, jeden z przywódców Konfederacji Barskiej, brat (! – prawidłowo powinno być kuzyn – brat stryjeczny) sławnego wodza Kazimierza, ranny pod Hoszowem 8 sierpnia 1769 z Moskalami, zmarł na zamku leskim 18 VIII 1769, pochowany w kaplicy św. Antoniego".

## Galeria

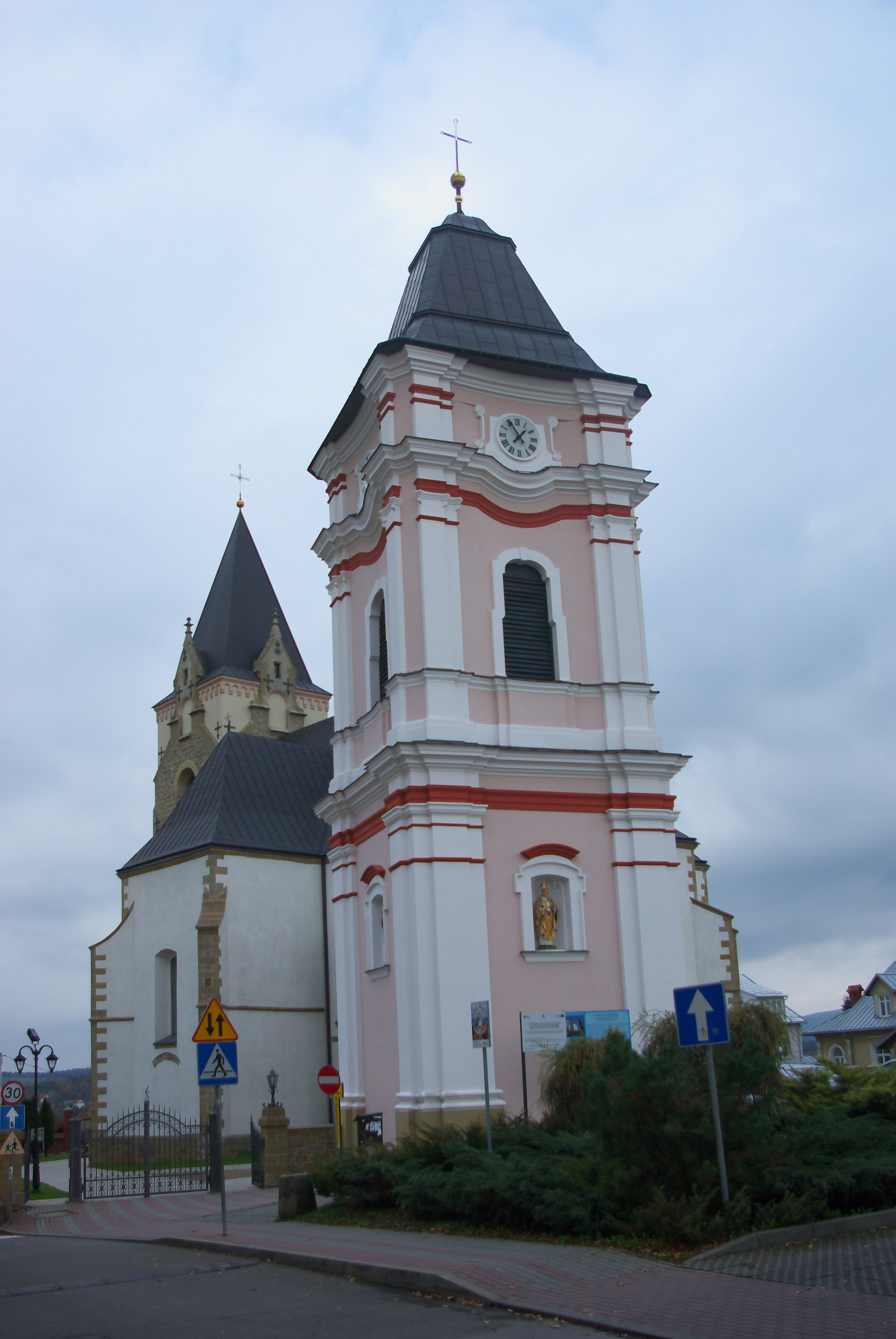
Kościół w Lesku
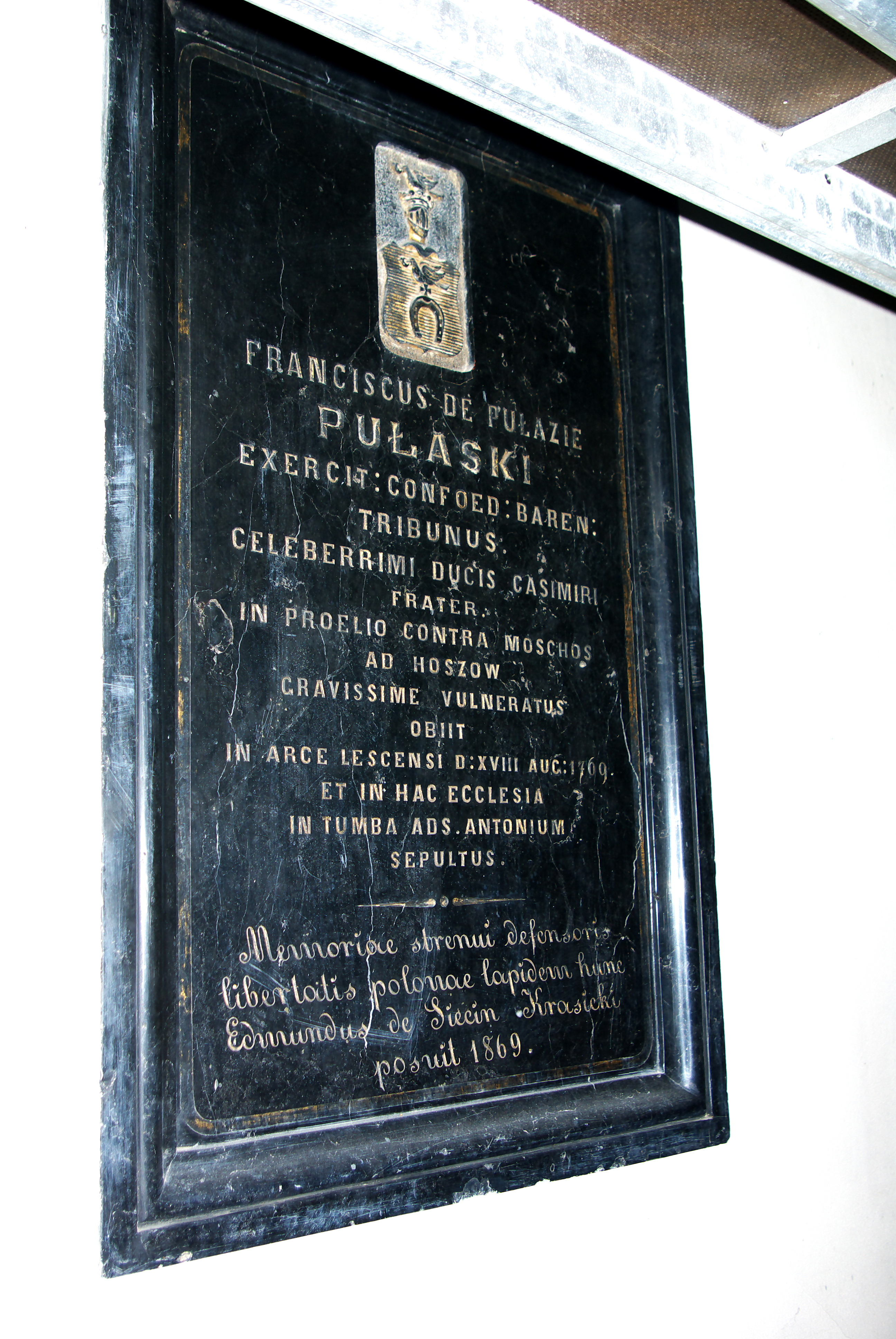
Pierwsze epitafium w kościele leskim
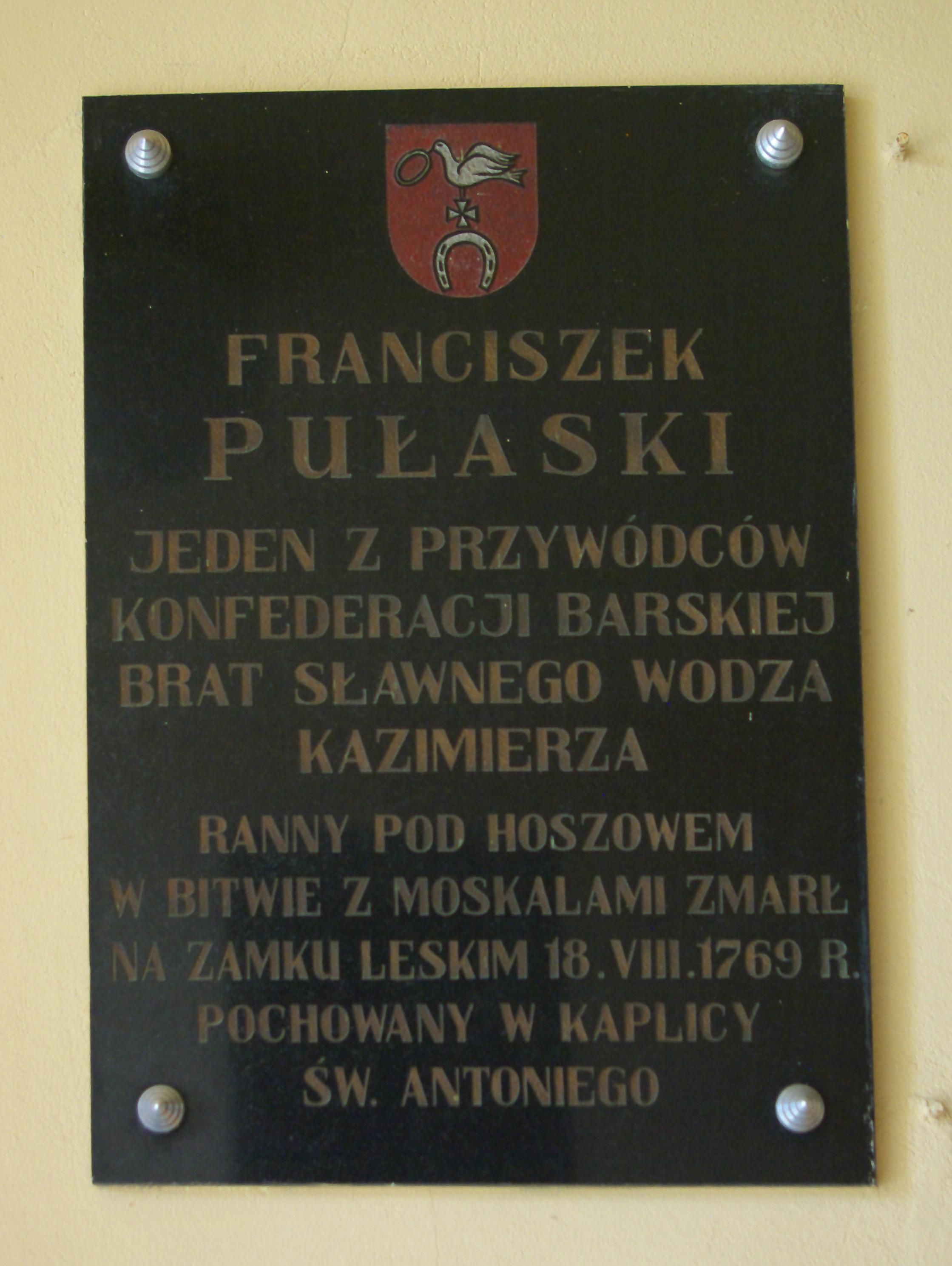
Drugie epitafium w kościele leskim